# Joan Guzmán

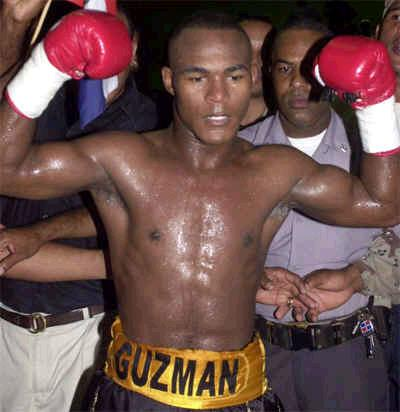
Joan Guzman

Joan Guzmán (* 1. Mai 1976 in Santo Domingo, Dominikanische Republik) ist ein dominikanischer Boxer und Normalausleger. 

## Amateur
Bei den Amateuren gewann Guzman unter anderem im Fliegengewicht in der argentinischen Stadt Mar del Plata im Jahre 1995 die Goldmedaille bei den Panamerikanischen Spielen und im Halbfliegengewicht im Jahre 1993 die Goldmedaille bei den Zentralamerika- und Karibikspielen.
Seine Bilanz war 320 Kämpfe, 310 Siege bei 10 Niederlagen.

## Profi
Er war ungeschlagen, als er im Superbantamgewicht am 17. August im Jahre 2002 den bis dahin ungeschlagenen Argentinier Fabio Daniel Oliva (18-0-0) in der 3. Runde schwer k.o. schlug und den vakanten Weltmeistertitel des Verbandes WBO dadurch eroberte. Er verteidigte den Gürtel insgesamt fünf Mal. 
Im September 2006 boxte er im Superfedergewicht gegen Jorge Rodrigo Barrios ebenfalls um den WBO-Weltmeistertitel und siegte durch eine geteilte Punktentscheidung. Er verteidigte diesen Titel gegen Antonio Davis und Humberto Soto jeweils nach Punkten.